# Inner Circle
Inner Circle (с англ. — «Внутренний круг») — ямайская регги-группа, основанная в 1968 году братьями Аяном и Роджером Льюисами. Международную популярность получили такие сочинения как Bad Boys («Плохие парни»), Sweat (A La La La La Long), Everything is Great («Все отлично»), Games People Play («Игры, в которые играют люди»).
Группа (с ещё живым вокалистом Джейкобом Миллером в своём составе) принимала участие в ямайском фильме 1978 года «Рокеры».

## Краткая история
Inner Circle была сформирована в 1968 году в Кингстоне, Ямайка, братьями Ian и Roger Lewis, а также Стивеном "Кэтом" Куром и Майклом Купером. В 1970 году они поддерживали The Chosen Few на сингле "Why Can't I Touch You", после чего Inner Circle Band выпустила инструментальную версию. Группа расширилась в 1970 году, но в последующие годы ее состав менялся. В 1980 году группа распалась из-за смерти вокалиста Джейкоба Миллера в автокатастрофе. В 1981 году Inner Circle воссоединилась с ведущим гитаристом Марком Кастро и записала альбом "Something So Good". В 1986 году группа выпустила альбом "Black Roses" с новым составом. Альбом "One Way" в 1987 году включал хит "Bad Boys", который стал музыкальной темой сериала Cops.

## Состав участников
- Аян Льюис (Ian Lewis) — бас-гитара, вокал
- Бернард (Таутер) Харви (Bernard (Touter) Harvey) — клавишные, вспомогательный вокал
- Ланселот Холл (Lancelot Hall) — барабаны, ударные инструменты
- Роджер Льюис (Roger Lewis) — гитара, вокал

## Бывшие участники
- Стивен «Кот» Кур (Stephen «Cat» Coore) — гитара, 1968—1973
- Майкл «Ибо» Купер (Michael «Ibo» Cooper) — клавишные, 1968—1973; умер 12 ноября 2023 года.
- Уильям Стюарт (William Stewart) — ударные, 1970—1973
- Ирвин «Морковь» Джарретт (Irvin «Carrot» Jarrett) — ударная установка, 1970—1972
- Уильям «Кроличьи рывки» Кларк (William «Bunny Rugs» Clarke) — вокал, 1970—1972
- Чарльз Фаркухарсон (Charles Farquharson) — клавишные, 1973—1980
- Кельвин Маккензи (Calvin McKenzie) — ударные, 1973—1980
- Джейкоб Миллер (Jacob Miller) — вокал, 1974—1980 (погиб в автокрушении)
- Эд Элизальде (Ed Elizalde) — гитара, 1977—1978
- Джо Ортис (Joe Ortiz) — гитара, 1978—1980
- Лестер Эддерли (Lester Adderley) — гитара, 1979—1980
- Норман Грант (Norman Grant) — вокал, 1980
- Марк Кастро (Mark Castro) — гитара, 1981—1982
- Рик Хант (Rick Hunt) — гитара, вокал, 1981—1982
- Энтони «Младший» Дуглас (Anthony «Junior» Douglas) — барабаны, вспомогательный вокал, 1981—1984
- Кэлтон Кофи (Calton Coffie) — вокал, 1986—1994
- Дэйв Гонсалес (Dave Gonzales) — гитара, 1989
- Крис Бентли (Kris Bentley) — вокал, 1994—2008
- Дж. Джаз (Jr. Jazz) — вокал, гитара, 2008—2011
- Майкл Стерлинг (Michael Sterling) — гитара, вокал, 2013—2017

## Дискография
- 1974 Rock The Boat
- 1975 Blame It To The Sun
- 1976 Reggae Thing
- 1977 Ready For The World
- 1978 Heavyweight Dub
- 1978 Killer Dub
- 1979 Everything Is Great
- 1980 New Age Music
- 1982 Something So Good
- 1986 Black Roses
- 1987 One Way
- 1990 Rewind!, Pt.2: The Singers
- 1991 Identified
- 1992 Bad To The Bone
- 1994 Bad Boys
- 1994 Reggae Dancer
- 1997 Da Bomb
- 1997 Greatest Hits
- 1998 Speak My Language
- 1999 Jamaika Me Crazy
- 2000 Big Tings
- 2001 Jah Jah People
- 2001 Barefoot In Negril
- 2004 This Is Crucial Reggae
- 2009 State of da World